# PowerPCB
PowerPCB，前身叫Pads PCB，現在也改回叫Pads PCB，是一款用於設計及製作印制电路板底片的軟體，與Power Logic配合使用，支援多款電子零件，如電阻、電容、多款IC chip等。PowerPCB與PSpice不同，後者可模擬線路特性，而前者則不能。